# Rudolf Sutermeister
Pour les articles homonymes, voir Sutermeister.
Œuvres principales
Die Noth und Rettung
Rudolf Sutermeister, né le 7 mai 1802 à Wynigen et mort le 9 mai 1868 à Zofingue, est un médecin et socialiste utopiste suisse allemand. 

## Biographie
Médecin social de profession, il se maria avec Susanna Obertüfer en 1825 et eut quatre enfants. 
Il « se consacra aux pauvres ». Politiquement, il fut inspiré par Charles Fourier et le saint-simonisme et ami de Wilhelm Weitling. « En 1837, il [publia] un manifeste à ses concitoyens où se mêlaient le chiliastique des sectes qui fleurissaient alors dans la Haute-Argovie et les emprunts aux écoles socialistes françaises. »
Sutermeister promouvait une transformation communiste de la société suisse. Avec August Becker et Johannes Glur, il fonda un cercle libéral-communiste. Considéré, avec Gustav Siegfried, comme premier socialiste suisse allemand, il publia des pamphlets millénaristes qui furent distribués par la Ligue des justes en Suisse. Mais « [c]ontrairement à Siegfried qui estimait impossible et néfaste toute réalisation immédiate et partielle, entendant réserver toutes ses forces à la propagande préalable, Sutermeister chercha vainement, de 1840 à 1844, à créer un phalanstère qui lui aurait permis d'appliquer ses théories sociales. »